# خلية الأنبوب الغربالي

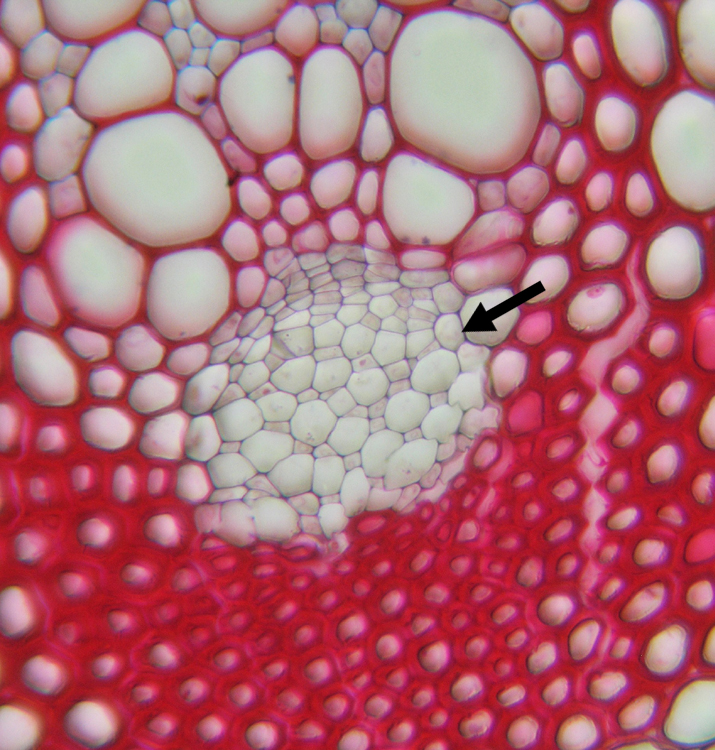

في علم تشريح النبات، تمثل خلايا الأنبوب الغربالي أو رُقَيْقَاتَ منخليّة، المعروفة أيضًا باسم مكونات الأنبوب الغربالي، نوعًا متخصصًا من الخلايا المطولة في النسيج الوعائي اللحائي في كاسيات البذور. وتتصل نهايات تلك الخلايا مع خلايا الأنبوب الغربالي الأخرى، لتكون هذه الخلايا معًا الأنبوب الغربالي. وتتمثل الوظيفة الأساسية للأنبوب الغربالي في نقل السكريات، وبصورة أساسية السكروز، في النبات (كأن تنقله من الأوراق إلى الثمرات وجذور النبات). وبخلاف وحدات الوعاء الموجودة في النسيج الوعائي الخشبي الموصلة للماء التي تموت عندما تنضج، تكون وحدات الأنبوب الغربالي خلايا حية. وتتفرد تلك الخلايا بكونها تفتقر إلى النواة عندما تنضج.
توجد الصفائح الغربالية عند الحدود بين اثنين من خلايا الأنبوب الغربالي في كاسيات البذور، وهي عبارة عن ثقوب في الجدر الخلوية للنبات التي تسهل عملية نقل المواد بين تلك الصفائح. ترتبط كل وحدة من وحدات الأنبوب الغربالي في الطبيعي بنواة واحدة أو أكثر من الخلايا المرافقة، والتي تتصل بها من خلال الرابطة الهيولية (قنوات بين الخلايا). وتشتق الخلايا المرافقة من نفس الخلية الأم مثلها في ذلك مثل خلية الأنبوب الغربالي المتصلة بها. ولا يوجد في خلايا الأنبوب الغربالي نواة خلية أو ريبوسوم أو فجوة عصارية. وتُكون الخلايا المرافقة المتصلة عقد الخلية المرافقة للأنبوب الغربالي التي تُحسن العيوب الموجودة في خلايا الأنبوب الغربالي وتوفر البروتينات وأدينوزين ثلاثي الفسفات (ATP) وجزئيات نقل الإشارات. أما في أوراق النبات، تساعد الخلايا المرافقة في نقل السكر الناتج عن التمثيل الضوئي في النسيج الميزوفيللي داخل خلايا الأنبوب الغربالي.
الخلايا الغربالية عبارة عن خلايا طويلة ورفيعة وموصلة في النسيج الوعائي اللحائي ولا تقوم بتكوين خلايا مُقومة في الأنبوب الغربالي، ولكن يتم توفيرها في المناطق الغربالية غير المتخصصة نسبيًا، لا سيما في النهايات المدببة في الخلايا التي تتراكب على تلك النهايات في الخلايا الغربالية الأخرى. وترتبط الخلايا الغربالية بصورة نموذجية بـ عاريات البذور، لأنه يوجد في النسيج الوعائي اللحائي لكاسيات البذور خلايا أكثر اشتقاقًا من خلايا الأنبوب الغربالي والخلايا المرافقة. وتتميز تلك الخلايا بقطر أصغر وبأنها أطول مقارنةً بخلايا الأنبوب الغربالي. وترتبط الخلايا الغربالية بالخلايا الزلالية (تسمى أيضًا خلايا ستراسبورجر (Strasburger cells))، التي تفتقر إلى النشا وبهذا يمكن التمييز بينها وبين النسيج الوعائي اللحائي في متن النبات.
كان عالم نباتات الغابات ثيودور هارتيج (Theodor Hartig) أول من اكتشف تلك الخلايا وأطلق عليها اسم Siebfasern (الألياف الغربالية) وSiebröhren (الأنابيب الغربالية) عام 1837.

## وصلات خارجية
- Comprehensive explanation of sieve elements - University of Hamburg Department of Biology
- Introduction to secondary phloem tissue by Dr. David T. Webb - University of Hawaii